# رابرت لوئیس برنستین
رابرت لوئیس برنستین (انگلیسی: Robert L. Bernstein, ۵ ژانویهٔ ۱۹۲۳ – ۲۷ مهٔ ۲۰۱۹) یک ناشر و فعال حقوق بشر اهل ایالات متحده آمریکا بود.

## سابقه حرفه نشر
برنستین در ۱۹۴۶ شغل اداری خود را در سایمون اند شوستر آغاز کرد. در سال ۱۹۵۶ به رندوم هاوس که بزرگ‌ترین گروه انتشاراتی جهان است نقل مکان کرد و در سال ۱۹۶۶ جانشین بنت سرف رئیس و مدیرعامل رندوم هاوس شد. او به مدت ۲۵ سال به عنوان رئیس رندوم هاوس خدمت کرد و آثار بسیاری از نویسندگان بزرگ آمریکایی از جمله ویلیام فاکنر، جیمز ای میچنر، دکتر زوس، تونی موریسون و ویلیام استیرن را منتشر کرد.
او پس از دعوت به اتحاد جماهیر شوروی به عنوان بخشی از هیئتی از انجمن ناشران آمریکایی، به نویسندگانی علاقه‌مند شد که آثارشان در کشورهای خودشان چاپ نمی‌شد. وی در شروع با آندره ساخاروف و یلنا بونر همکاری کرد، برنستین برای انتشار آثار نویسندگانی مانند واتسلاف هاول، جاکوبو تیمرمن، زو ونلی و وئی ژنگشنگ و اینکه در سرتاسر جهان منتشر شود، تلاش نمود.

## مشارکت در جنبش حقوق بشر
پس از تجربه برنستین در سال ۱۹۷۳ در مسکو، او در بازگشتش به ایالات متحده آمریکا صندوقی به نام صندوق بیان آزاد را تأسیس کرد، در واقع این صندوق سازمان مادر دیدبان هلسینکی است که برای نظارت بر انطباق اتحاد جماهیر شوروی سابق با توافقنامه هلسینکی تأسیس شد.
در سال ۱۹۸۸، مجموعه ای از «کمیته‌های دیده‌بان» که در طول دهه ۱۹۸۰ ایجاد شدند شامل دیده‌بان آمریکا، دیده‌بان آسیا، دیده‌بان خاورمیانه که همه باهم ادغام شدند و به دیده‌بان حقوق بشر، یکی از بزرگ‌ترین سازمان‌های حقوق بشر در جهان تبدیل شد. برنستین از ۱۹۷۸ تا ۱۹۹۸ به عنوان رئیس سازمان دیده‌بان حقوق بشر خدمت کرد، وی هنگامی‌که در سمت رئیس بازنشسته شد، متعاقباً به منتقد این گروه تبدیل شد و «دیدبان حقوق بشر» را در مقاله‌ای که در ۲۰۰۹ در نیویورک منتشر شد، علناً مورد سرزنش قرار داد. نگرانی او انحراف گروه از منشور آن بود که تمرکزش را روی سوء استفاده در جوامع بسته که فاقد آزادی بیان هستند بگذارد تا بدینوسیله با فشار داخلی به بهبود حقوق بشر کمک کند. برنسین احساس می‌کرد که اعتبار سازمان به دلیل تمرکز نادرست گزارش‌های مربوط به ارتش اسرائیل که فاقد منابع معتبر در غزه بود، کاهش یافته و جامعه باز اسرائیل را نادیده گرفته است. این انتقاد شکافی را بین برنستین و دیده‌بان حقوق بشر ایجاد کرد و تا اندکی قبل از مرگش، یعنی زمانی که او در شام سالانه سازمان مورد تمجید قرار گرفت، بهبود نیافت.
برنستین همچنین یکی از اعضای هیئت مدیره و رئیس بازنشسته حقوق بشر در چین بود.

## به‌رسمیت شناختن بین‌المللی
برنستین جوایز افتخاری متعددی از جمله جایزه فلورینا لاسکر را از اتحادیه آزادی‌های مدنی نیویورک کسب نمود. همچنین جایزه حقوق بشر از کمیته حقوقدانان حقوق بشر؛ جایزه روح آزادی از سازمان مردم برای راه آمریکایی. مدال برجسته بارنارد از کالج بارنارد؛ جایزه کرتیس بنجامین به خاطر انتشارات ممتاز از انجمن ناشران آمریکایی؛ و در ۱۹۹۸، اولین جایزه النور روزولت که نام همسر فرانکلین روزولت، سی و دومین رئیس‌جمهور ایالات متحدهٔ آمریکا برای حقوق بشر است را توسط رئیس‌جمهور بیل کلینتون دریافت نمود.
در سال ۲۰۱۴، برنستین مفتخر به دریافت جایزه عدالت اجتماعی از سوی مؤسسه انتشاراتی غیرانتفاعی نیو پرس شد که توسط همکار قدیمی خود در راندوم هاوس آندره شیفرین راه اندازی شده بود.
در دانشگاه ییل در ۱۹۹۸، برنستین توسط دوستان و همکارانش بورسیه‌های رابرت ال. برنستین را در حقوق بشر بین‌الملل در مدرسه حقوق ییل تأسیس کرد که مورد تجلیل قرار گرفت. این بورسیه‌ها و کمک هزینه‌های تحصیلی سالانه به دو یا سه فارغ‌التحصیل دانشکده حقوق اعطا می‌شود که به پیشبرد حمایت از حقوق بشر در سراسر جهان کمک می‌کنند. برنستین همچنین توسط دانشکده حقوق دانشگاه نیویورک در سال ۲۰۰۶ به خاطر بورسیه رابرت ال. و ترویج بورس تحصیلی و آموزش و حمایت از مسائل حقوق بشر در ایالات متحده آمریکا و خارج از کشور مورد تجلیل قرار گرفت.
او دکترای افتخاری از کالج سوارثمور، مدرسه جدید، کالج بارد، دانشگاه هوفسترا، کالج بیتس، کالج توگال‌او و و دانشگاه ییل دریافت نمود.

## خدمت سربازی
برنستین در نیروی هوایی ایالات متحده آمریکا از سال ۱۹۴۳ تا ۱۹۴۶خدمت کرد، او دوسال خدمت خود را در خارج از کشور در هند، جایی که او یک گروهبان ستاد بود گذراند.

## تحصیلات
او در سال ۱۹۴۴ با مدرک لیسانس از دانشگاه هاروارد فارغ‌التحصیل شد.

## کتاب‌ها
رابرت ال. برنستین نویسنده کتاب آزادانه صحبت کردن: زندگی من در انتشارات و حقوق بشر بود که توسط نیو پرس در می ۲۰۱۶ منتشر شد.